# 2008-as motokrossz belga nagydíj
A belga nagydíj a 2008-as FIM motokrossz-világbajnokság 11. versenye volt. 2008. augusztus 2. és augusztus 3. között rendezték meg Lommelben.  Az MX1-es kategóriában a spanyol Jonathan Barragan, az MX2-esek között az észt Gert Krestinov tudott diadalmaskodni. Egyetlen magyar MX1-es versenyzőnk Németh Kornél az idény legjobb teljesítményét produkálta, egy összetett 8. hellyel zárta a versenyhétvégét.

## Futam

### MX1
| Helyezés | #   | Versenyző          | Motor    | 1. futam | 2. futam | Össz |
| -------- | --- | ------------------ | -------- | -------- | -------- | ---- |
| 1        | 7   | Jonathan Barragan  | KTM      | 22       | 25       | 47   |
| 2        | 9   | Ken de Dycker      | Suzuki   | 20       | 20       | 40   |
| 3        | 12  | Maximilian Nagl    | KTM      | 15       | 22       | 37   |
| 4        | 14  | Marc de Reuver     | Honda    | 25       | 11       | 36   |
| 5        | 11  | Steve Ramon        | Suzuki   | 18       | 16       | 34   |
| 6        | 90  | Sébastien Pourcel  | Kawasaki | 14       | 18       | 32   |
| 7        | 6   | Joshua Coppins     | Yamaha   | 16       | 13       | 29   |
| 8        | 108 | Németh Kornél      | KTM      | 10       | 14       | 24   |
| 9        | 211 | Billy Mackenzie    | Honda    | 12       | 10       | 22   |
| 10       | 19  | David Philippaerts | Yamaha   | 6        | 15       | 21   |
| 11       | 111 | Aigar Leok         | Yamaha   | 9        | 12       | 21   |
| 12       | 25  | Clément Desalle    | Suzuki   | 13       | 4        | 17   |
| 13       | 30  | Patrick Roos       | KTM      | 8        | 5        | 13   |
| 14       | 32  | Manuel Priem       | Kawasaki | 11       | 2        | 13   |
| 15       | 8   | Tanel Leok         | Kawasaki | 3        | 8        | 11   |
| 16       | 60  | Brad Anderson      | Suzuki   | 1        | 9        | 10   |
| 17       | 193 | Danny Theybers     | Suzuki   | 5        | 3        | 8    |
| 18       | 15  | Julien Bill        | Honda    | 0        | 7        | 7    |
| 19       | 10  | Cedric Melotte     | Aprilia  | 7        | 0        | 7    |
| 20       | 24  | Tom Church         | Kawasaki | 0        | 6        | 6    |
| 21       | 31  | William Saris      | Yamaha   | 4        | 0        | 4    |
| 22       | 27  | Marcus Schiffer    | KTM      | 2        | 0        | 2    |
| 23       | 45  | Loic Leonce        | Yamaha   | 0        | 1        | 1    |

### MX2
| Helyezés | #   | Versenyző             | Motor    | 1. futam | 2. futam | Össz |
| -------- | --- | --------------------- | -------- | -------- | -------- | ---- |
| 1        | 37  | Gert Krestinov        | KTM      | 13       | 25       | 38   |
| 2        | 10  | Rui Goncalves         | KTM      | 20       | 18       | 38   |
| 3        | 2   | Tommy Searle          | KTM      | 22       | 15       | 37   |
| 4        | 4   | Tyla Rattray          | KTM      | 25       | 11       | 36   |
| 5        | 89  | Jeremy van Horebeek   | KTM      | 15       | 20       | 35   |
| 6        | 34  | Joel Roelants         | KTM      | 18       | 16       | 34   |
| 7        | 131 | Nicolas Aubin         | Yamaha   | 9        | 22       | 31   |
| 8        | 8   | Matti Seistola        | Honda    | 11       | 14       | 25   |
| 9        | 24  | Shaun Simpson         | KTM      | 16       | 9        | 25   |
| 10       | 39  | Davide Guarneri       | Yamaha   | 12       | 8        | 20   |
| 11       | 183 | Steven Frossard       | Kawasaki | 14       | 5        | 19   |
| 12       | 22  | Anthony Boissiere     | KTM      | 6        | 10       | 16   |
| 13       | 13  | Manuel Monni          | Yamaha   | 10       | 6        | 16   |
| 14       | 338 | Zach Osbourne         | Yamaha   | 0        | 13       | 13   |
| 15       | 121 | Xavier Boog           | Suzuki   | 1        | 12       | 13   |
| 16       | 7   | Stephen Sword         | Kawasaki | 8        | 0        | 8    |
| 17       | 75  | Dennis Verbruggen     | Yamaha   | 0        | 7        | 7    |
| 18       | 43  | Francisco Jose Millan | KTM      | 7        | 0        | 7    |
| 19       | 104 | Brakke Herjan         | Honda    | 5        | 1        | 6    |
| 20       | 45  | Jake Nicholls         | Suzuki   | 2        | 3        | 5    |
| 21       | 86  | Rob van Vijfeijken    | Yamaha   | 0        | 4        | 4    |
| 22       | 46  | Jason Dougan          | Suzuki   | 4        | 0        | 4    |
| 23       | 109 | Jordi Paez Dominguez  | Honda    | 3        | 0        | 3    |
| 24       | 501 | Alessandro Lupino     | Yamaha   | 0        | 2        | 2    |

- A pontozásról bővebben a motokrossz-pontozási rendszer cikkben lehet tájékozódni.